# Radka Fidlerová
Radka Fidlerová (* 20. února 1946 Karlovy Vary) je česká divadelní a filmová herečka.

## Biografie
Narodila se v Karlových Varech do lékařské rodiny, kde v poválečném období prožila rané dětství. Do jejího života patřily hodiny klavíru, baletu, sport a domácí loutkové divadlo. Ve sportovní kariéře jí zabránilo zranění. V 15 letech začala hrát v amatérském autorském divadle Kapsa.
V letech 1961–1964 studovala na karlovarském gymnáziu (tehdy Střední všeobecně vzdělávací škole, zkráceně SVVŠ) a po maturitě pokračovala ve studiích v období 1964–1968 na Divadelní fakultě Akademie múzických umění v Praze v ročníku Libuše Havelkové a Františka Salzera. Její spolužačkou a kamarádkou byla Daniela Kolářová.
Po studiích pracovala jako nezávislá. Tehdy se setkala se Zdenkem Potužilem a Miki Jelínkem a společně s nimi se stala zakladatelkou Divadla na okraji. Zde působila až do ukončení činnosti divadla v roce 1987. V roce 1993 ji Zdenek Potužil, již jako umělecký šéf Divadla Rokoko, přizval ke spolupráci. V Městských divadel pražských pak zůstala i po jeho odchodu.
Ve filmu dostala největší příležitost v narkomanském dramatu Pavučina z roku 1986. Pravidelně se věnuje také dabingu.

## Pedagogická činnost
Výrazná je její práce pedagogická:
- Asistentka herecké tvorby Divadelní fakulta Akademie múzických umění
- Vedoucí dramatické výchovy na Konzervatoři Duncan Centre
- 1998 odborná asistentka na katedře alternativního a loutkového divadla, spolu s Janem Bornou a Ondřejem Pavelkou
- Se svými studenty symbolický návrat do časů Rubínu – v DISKu[4] v divadelním projektu 13 tisíc vteřin (Večer tříkrálový, Tři sestry a Čekání na Godota)

## Divadelní role (výběr)
Výběr:
- Divadlo bez opony (zájezdové)

- Divadlo DISK:
  - Večer tříkrálový
  - Tři sestry
  - Čekání na Godota

- Divadlo na okraji:
  - Snídaně u Tiffanyho
  - Knedlíkové radosti
  - Mladý muž a bílá velryba
  - Labuť, která škrtí
  - Romeo a Julie
  - Lady Macbeth Mcenského újezdu
  - Švejci
  - Faust

- Divadlo Rokoko 
  - 2021-2023 Zdena Salivarová, adaptace Marie Nováková: Honzlová, režie Jakub Nvota[6]
- Divadlo Na zábradlí
- Divadlo v Řeznické
- Ta Fantastika
- A Studio Rubín
- Viola
- Městská divadla pražská

- MeetFactory
  - 2023 Extáze, divadelní hra Tomáše Ložného na movivy ze života Hedy Lamarr.[7]

### Divadlo na Vinohradech
- 2025 Alena Mornštajnová – Jiří Janků: Hana, režie: Petr Svojtka, premiéra: 4. dubna 2025, role: Mutti Greta

## Filmové role (výběr)
Ztvárnila též mnoho, většinou vedlejších, filmových rolí:

### Filmy
- 1975 – Tam, kde hnízdí čápi – film, režie Karel Steklý[8]
- 1979 – Božská Ema – film, role služky, režie Jiří Krejčík[9]
- 1979 – Jak rodí chlap – povídkový film, režie Zdeněk Troška, Jan Ekl, Vladimír Drha[10]
- 1980 – Blues pro EFB – film, režie Vladimír Sís[11]
- 1980 – Trhák – film, pomocná režisérka Zdenička, režie Zdeněk Podskalský st.[12]
- 1982 – Králíci s moudrýma očima – TV film, režie Miroslav Balajka[13]
- 1983 – Pasáček z doliny – film, režie František Vláčil[14]
- 1983 – Vzpurní svědkové – TV film, režie Eva Sadková[15]
- 1983 – Zámek Nekonečno – film, režie Antonín Kopřiva[16]
- 1984 – Amadeus – film, režie Miloš Forman[17]
- 1985 – Podfuk – film, geoložka Tůmová, režie Jan Schmidt[18]
- 1986 – Pavučina – film, režie Zdenek Zaoral[3]
- 1987 – Pravidlá kruhu – film, hostinská Darina, režie Miroslav Balajka[19]
- 1989 – Faust – TV film, režie Viktor Polesný, Zdeněk Potužil[20]
- 1989 – Romance o vodníkovi – TV film, režie Miroslava Valová[21]
- 1989 – Součty – TV film, režie Miroslava Valová[22]
- 1990 – Začátek dlouhého podzimu – film, režie Peter Hledík[23]
- 1992 – Franz a Felice – TV film, režie Zdenek Potužil[24]
- 1996 – Poe a vražda krásné dívky – TV film, režie Viktor Polesný[25]
- 1996 – Venušin vrch – TV film, režie Ivan Pokorný[26]
- 1998 – Silná jako smrt – TV film, režie Viktor Polesný[27]
- 1999 – Agáta – povídkový film, režie Dan Krameš[28]
- 2001 – Naše děti – TV film, režie Ivan Pokorný[29]
- 2008 – Hlídač č. 47 – film, režie Filip Renč[30]
- 2013 – Cyril a Metoděj – Apoštolové Slovanů – film, režie Petr Nikolaev[31]
- 2020 – Past – TV film, režie Viktor Polesný[32]
- 2020 – Ludwig van Beethoven – TV film, režie Nikolaus Stein von Kamienski[33]

### Seriály
- 2001 – Ženu ani květinou neuhodíš – epizoda E06 v seriálu Šípková Růženka[34] (10 epizod), režie Jaroslav Hanuš[35]
- 2004 – Na lyžích – epizoda S01E01 v seriálu Hop nebo trop[36] (4 epizody), režie Jiří Chlumský[37]
- 2005 – Ulice – režie Dušan Klein aj.[pozn. 1][38]
- 2011 – Soud pana Havleny – epizoda E05 v seriálu Čapkovy kapsy[39] (12 epizod), režie Jan Míka ml. aj.[pozn. 2][40]
- 2013 – Bratři ze Soluně – epizoda E01 ze seriálu Cyril a Metoděj – Apoštolové Slovanů,[41] režie Petr Nikolaev[42]
- 2013 – Poselství – epizoda E02 ze seriálu Cyril a Metoděj – Apoštolové Slovanů,[41] režie Petr Nikolaev[43]
- 2013 – Neznámé časy – epizoda E03 ze seriálu Cyril a Metoděj – Apoštolové Slovanů,[41] režie Petr Nikolaev[44]
- 2013 – Odkaz – epizoda E04 ze seriálu Cyril a Metoděj – Apoštolové Slovanů,[41] režie Petr Nikolaev[45]
- 2014 – Dáma na kolejích – epizoda S04E03 ze seriálu Kriminálka Anděl[46] (2008–2014), režie Jaroslav Fuit aj.[pozn. 3][47]
- 2015 – Ve jménu otce – epizoda E07 ze seriálu Vraždy v kruhu[48] (12 epizod), režie Ivan Pokorný[49]
- 2017 – Případ u Dračí skály – epizoda S02E02 ze seriálu Policie Modrava[50] (2011–2022), režie Jaroslav Soukup[51]
- 2018 – Epizoda 5 – epizoda E05 ze seriálu Vzteklina,[52] režie Tomáš Bařina[53]
- 2021 – Mateřská láska – epizoda S06E06 ze seriálu Specialisté,[54] režie Róbert Šveda aj.[pozn. 4][55]
- 2022 – Odhalení – epizoda E01 ze seriálu Šéfka,[56] režie Róbert Šveda[pozn. 5][57]
- 2022 – Madame (10 dílů), režie Dennis Kinski, Jitka Němcová[58]

## Depresivní děti touží po penězích
Radka Fidlerová je též členkou občanského sdružení Depresivní děti touží po penězích (zkratka DDTPP), které se snaží vytvářet umělecké projekty prostřednictvím zvláštního uměleckého ztvárnění díla.
- 2017 Jiří Karásek ze Lvovic, Jakub Čermák & kol.: Sen o říši krásy, reřie: Jakub Čermák, divadlo: Venuše ve Švehlovce, premiéra 31. ledna 2017[59]